# Melanie Schlanger
Melanie "Mel" Renée Schlanger (født 31. august 1986), nu Melanie Wright, er en australsk tidligere svømmer, der først svømmede for sit land ved internationale stævner i 2006. Hun deltog i to olympiske lege, inden hun indstillede sin aktive karriere i 2015.

## Svømmekarriere
Hendes første internationale succes kom, da hun var med på holdet, der blev verdensmestre i 4×100 m stafet i 2007. Samme år var hun med til at sætte verdensrekord i samme disciplin på kortbane. 
Ved OL 2008 i Beijing svømmede var hun med i stafet for Australien i både 100 meter fri og 200 meter fri. I førstnævnte blev australierne nummer tre i indledende heat, og i finalen blev det til bronzemedaljer, idet de måtte se verdensrekordholderne fra Holland tage guldet og amerikanere sølvet. I 200 m-stafetten svømmede Schlanger kun indledende heat, hvor en tredjeplads var tilstrækkeligt til at gå i finalen. Her var det Steph Rice, Bronte Barratt, Kylie Palmer og Linda MacKenzie, der repræsenterede Australien og vandt guld i verdensrekordtiden 7.44,31 minutter foran Kina og USA.
Hun repræsenterede igen Australien ved Sommer-OL 2012 i London, hvor stillede op i tre stafetkonkurrencer samt 100 m fri individuelt. Her vandt hun sit indledende heat og ligeledes semifinalen, mens hun i finalen var 0,03 sekund fra bronzemedaljen som nummer fire. I 100 meter fri stafet var hun ikke med indledende heat, men i finalen svømmede hun sidste tur, da australierne vandt i ny olympisk rekord med tiden 3.33,15 minutter, foran Holland og USA. De tre øvrige australiere i finalen var Alicia Coutts, Cate Campbell og Brittany Elmslie. Også i 200 meter fri stafet svømmede Schlanger kun finalen, hvor hun på andenturen bragte australierne i spidsen, men på sidste tur overhalede amerikanerne dem og vandt guld, mens australierne fik sølv og Frankrig bronze. Endelig svømmede hun sidsteturen i finalen i 4×100 m medley, hvor de amerikanske svømmere havde skabt for stort et forspring, til at hun kunne indhente dem, men hun vandt her endnu en sølvmedalje, mens Japan blev nummer tre.
I 2014 var hun med til at sætte verdensrekord i 4×100 m fri, da det australske hold svømmede på 3.30,98 minutter i Glasgow. Ved VM i 2015 i Kazan var hun med på holdet i 4×100 m fri, der vandt guld, samt på holdet i 4×100 m medley, der vandt bronze.

## Privat
Mel Schlanger blev gift med svømmeren Chris Wright, der ligeledes deltog i OL 2012.